# Cardiocondyla
Cardiocondyla é um gênero de insetos, pertencente a família Formicidae.

## Espécies
- Cardiocondyla atalanta Forel, 1915
- Cardiocondyla batesii Forel, 1894
- Cardiocondyla bicoronata Seifert, 2003
- Cardiocondyla brachyceps Seifert, 2003
- Cardiocondyla breviscapa Seifert, 2003
- Cardiocondyla britteni Crawley, 1920
- Cardiocondyla bulgarica Forel, 1892
- Cardiocondyla carbonaria Forel, 1907
- Cardiocondyla cristata (Santschi, 1912)
- Cardiocondyla elegans Emery, 1869
- Cardiocondyla emeryi Forel, 1881
- Cardiocondyla fajumensis Forel, 1913
- Cardiocondyla gallagheri Collingwood & Agosti, 1996
- Cardiocondyla gallilaeica Seifert, 2003
- Cardiocondyla gibbosa Kuznetsov-Ugamsky, 1927
- Cardiocondyla goa Seifert, 2003
- Cardiocondyla humilis (Smith, 1858)
- Cardiocondyla insutura Zhou, 2001
- Cardiocondyla israelica Seifert, 2003
- Cardiocondyla jacquemini Bernard, 1953
- Cardiocondyla kagutsuchi Terayama, 1999
- Cardiocondyla koshewnikovi Ruzsky, 1902
- Cardiocondyla kushanica Pisarski, 1967
- Cardiocondyla littoralis Seifert, 2003
- Cardiocondyla longiceps Seifert, 2003
- Cardiocondyla longinoda Rigato, 2002
- Cardiocondyla luciae Rigato, 2002
- Cardiocondyla mauritanica Forel, 1890
- Cardiocondyla melana Seifert, 2003
- Cardiocondyla minutior Forel, 1899
- Cardiocondyla monardi Santschi, 1930
- Cardiocondyla nana Seifert, 2003
- Cardiocondyla neferka Bolton, 1982
- Cardiocondyla nigra Forel, 1905
- Cardiocondyla nigrocerea Karavaiev, 1935
- Cardiocondyla nivalis Mann, 1919
- Cardiocondyla nuda (Mayr, 1866)
- Cardiocondyla obscurior Wheeler, 1929
- Cardiocondyla opaca Seifert, 2003
- Cardiocondyla opistopsis Seifert, 2003
- Cardiocondyla papuana (Reiskind, 1965)
- Cardiocondyla paradoxa Emery, 1897
- Cardiocondyla paranuda Seifert, 2003
- Cardiocondyla parvinoda Forel, 1902
- Cardiocondyla persiana Seifert, 2003
- Cardiocondyla pirata Seifert & Frohschammer, 2013
- Cardiocondyla rugulosa Seifert, 2003
- Cardiocondyla sahlbergi Forel, 1913
- Cardiocondyla sekhemka Bolton, 1982
- Cardiocondyla semirubra Seifert, 2003
- Cardiocondyla shagrinata Seifert, 2003
- Cardiocondyla shuckardi Forel, 1891
- Cardiocondyla sima Wheeler, 1935
- Cardiocondyla stambuloffii Forel, 1892
- Cardiocondyla strigifrons Viehmeyer, 1922
- Cardiocondyla tenuifrons Seifert, 2003
- Cardiocondyla thoracica (Smith, 1859)
- Cardiocondyla tibetana Seifert, 2003
- Cardiocondyla tiwarii Ghosh, Sheela & Kundu, 2005
- Cardiocondyla tjibodana Karavaiev, 1935
- Cardiocondyla ulianini Emery, 1889
- Cardiocondyla unicalis Seifert, 2003
- Cardiocondyla venustula Wheeler, 1908
- Cardiocondyla weserka Bolton, 1982
- Cardiocondyla wheeleri Viehmeyer, 1914
- Cardiocondyla wroughtonii (Forel, 1890)
- Cardiocondyla yemeni Collingwood & Agosti, 1996
- Cardiocondyla yoruba Rigato, 2002
- Cardiocondyla zoserka Bolton, 1982